# Historisches Rathaus (Bergheim)
Das Historische Rathaus Bergheim in der Bethlehemer Straße ist ein denkmalgeschütztes Gebäude und befindet sich in der Innenstadt der Kreisstadt Bergheim im Rhein-Erft-Kreis in Nordrhein-Westfalen.

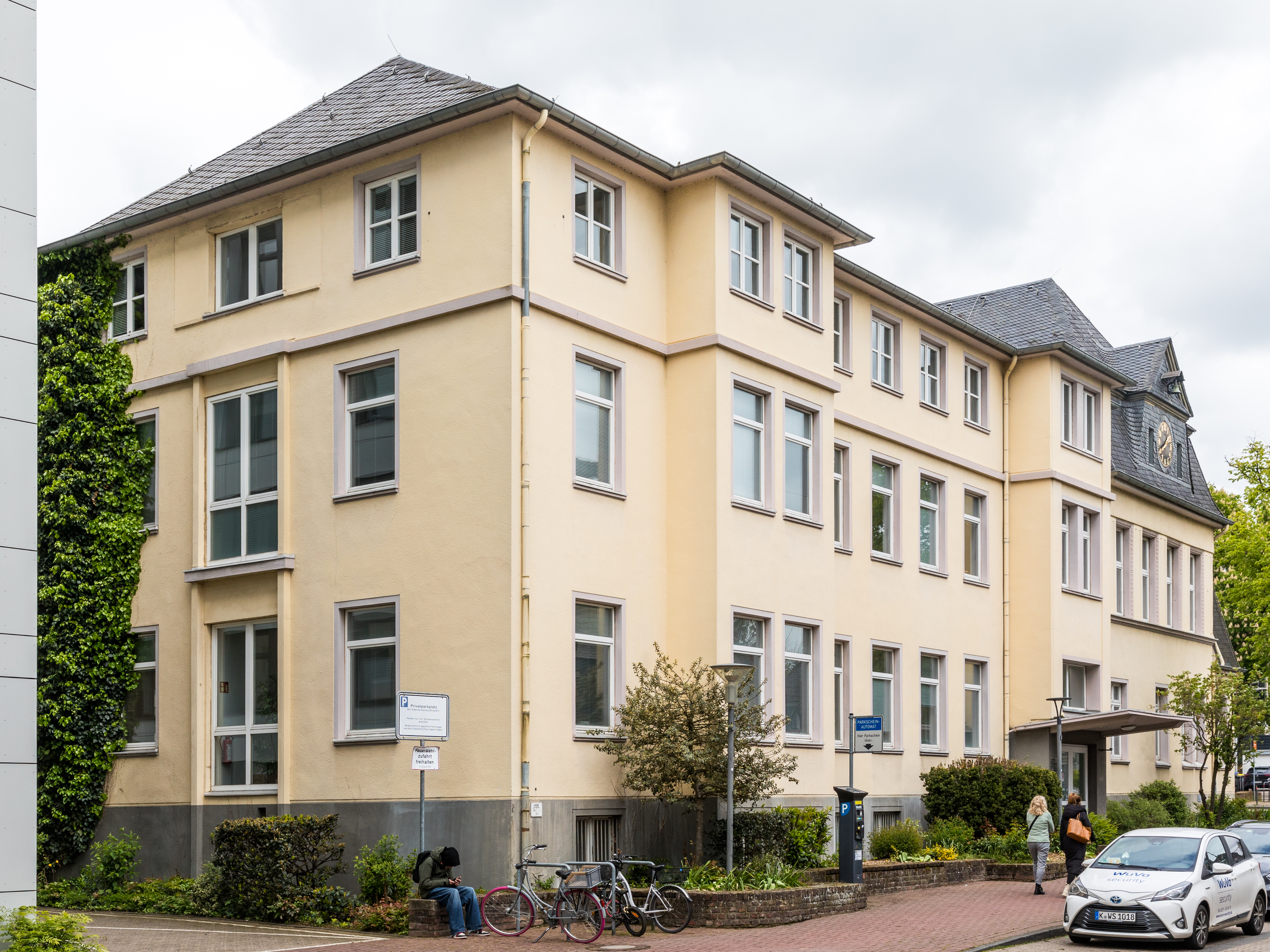
Das Historische Rathaus der Kreisstadt Bergheim

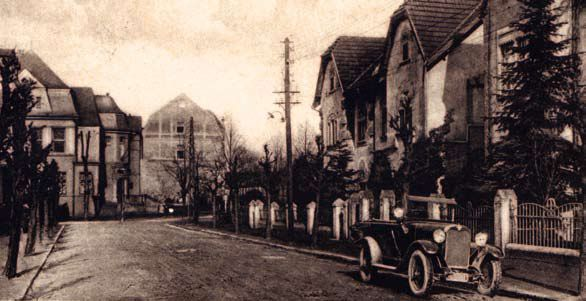
Eine ältere Aufzeichnung des Historischen Rathauses

## Baugeschichte und Architektur
Zu Beginn des 14. Jahrhunderts erhielt Bergheim Stadtrechte. In der Regel war mit dem Erhalt der Stadtrechte auch der Bau eines Rathauses verbunden. Für Bergheim lässt sich dies nicht feststellen.
Am 27. Juni 1911 erhielt die Bürgermeisterei Bergheim ihr erstes eigenständiges Rathaus, das Bürgermeister Kirchmann in Anwesenheit zahlreicher Gäste eröffnete. Knapp zwei Jahre hatte der Kreisbaumeister Anton Ruland für die Planung und den Bau gebraucht. Der Baustil wird als „gereinigter Regionalstil im Kontext des Deutschen Werkbundes mit Anklängen zum Jugendstil und Neoklassizismus“ bezeichnet.
Der damalige Eingangsbereich ist noch heute erhalten. Er ist zur heutigen Schützenstraße gelegen und befindet sich im Eingangserker, der eine geschweifte Haube als Dach besitzt. Dieser Bauteil und der seitlich anschließende zweiachsige Gebäudeteil sind äußerlich noch im Originalzustand.
In der Fassade erkennt man im Obergeschoss an den vier hochrechteckigen, gleichmäßig aufgereihten Fenstern noch die Lage des alten Ratssaales. In dem darüber liegenden Mansardgiebel hat die Rathausuhr ihren Platz gefunden.
Nach dem Ersten Weltkrieg war das Rathaus von der britischen Besatzung beschlagnahmt worden und diente als Sitz der britischen Kreiskommandantur. Es wurde mehrfach umgebaut und im Jahr 1937 erstmals erweitert. Der Anbau erfolgte entlang der Bethlehemer Straße in Richtung des heutigen Konrad-Adenauer-Platzes. In den neuen Räumen brachte man die Büros des Amtsbürgermeisters, sein Vorzimmer, das Büro des Bürovorstehers und die Amtskasse unter. Außerdem wurde das bisherige Sitzungszimmer in einen „Saal für Trauungen“ umgewandelt. Im erweiterten Rathaus fand auch die Polizei ihr Domizil.
Anfang der 1960er Jahre erhielt das Rathaus einen neuen Eingang zwischen dem historischen Gebäude und dem 1937 errichteten Gebäude. Die bislang letzte Erweiterung erfolgte 1965. In nördlicher Richtung erhielt das Rathaus einen weiteren zweigeschossigen Anbau, der im Erdgeschoss die Räume der Stadtkasse, im 1. Obergeschoss die Büros von Stadtdirektor und Kämmerer und im 2. Obergeschoss den Sitzungssaal enthielt.

## Heutige Nutzung
Heute besteht das Rathaus, das bis heute als Sitz der Bergheimer Stadtverwaltung dient, aus zwei Gebäudekomplexen, dem „historischen“ Rathaus und einem modernen Gebäudetrakt, dem im Jahr 1996 umgebauten ehemaligen Kreishaus. Die so genannte „Beamtenlaufbahn“, ein von Glas eingefasster Weg, verbindet die beiden Gebäude.